# 齐康
齐康（1931年10月28日—），原名齐毓康，男，原籍浙江天台，生于江苏南京，中国建筑学家、建筑教育家，东南大学教授，东南大学建筑设计研究院总顾问，中国科学院院士，法国建筑科学院外籍院士，国家建筑设计大师。

## 生平
齐康出生在南京的一个基督徒家庭。1937年，因战乱，他与家人回到天台县老家避难。在当地接受小学教育。1942年回到南京，在家自学两年。1944年，齐康插入南京同伦中学（由金陵大学附属中学改名）初二学习，直至1948年从金陵大学附属中学高中毕业。
1949年，以第七名的成绩考入国立中央大学建筑系。当时建筑系规模不大，三届学生仅有20余人，而有杨廷宝、刘敦桢、童寯、张镛森、刘光华等11位知名建筑师任教。当时，建筑系学制由四年改为三年。同年，国立中央大学改名为国立南京大学。
1952年7月，齐康加入中国共产党。同年9月毕业南京大学建筑系（1949年国立中央大学更名国立南京大学）。当月院系调整后南京大学工学院建筑系改为南京工学院建筑系，留南京工学院任教，长期师从于建筑大师杨廷宝。历任建筑系副系主任、系主任，南京工学院副院长，东南大学建筑研究所副所长、所长。1983年晋升教授，成为博士生导师。

## 奖项和荣誉
1989年，作品获评为80年代全国十大优秀建筑艺术作品。
1990年，获“国家设计（建筑）大师”称号。
2001年，获首届梁思成奖。

## 代表作

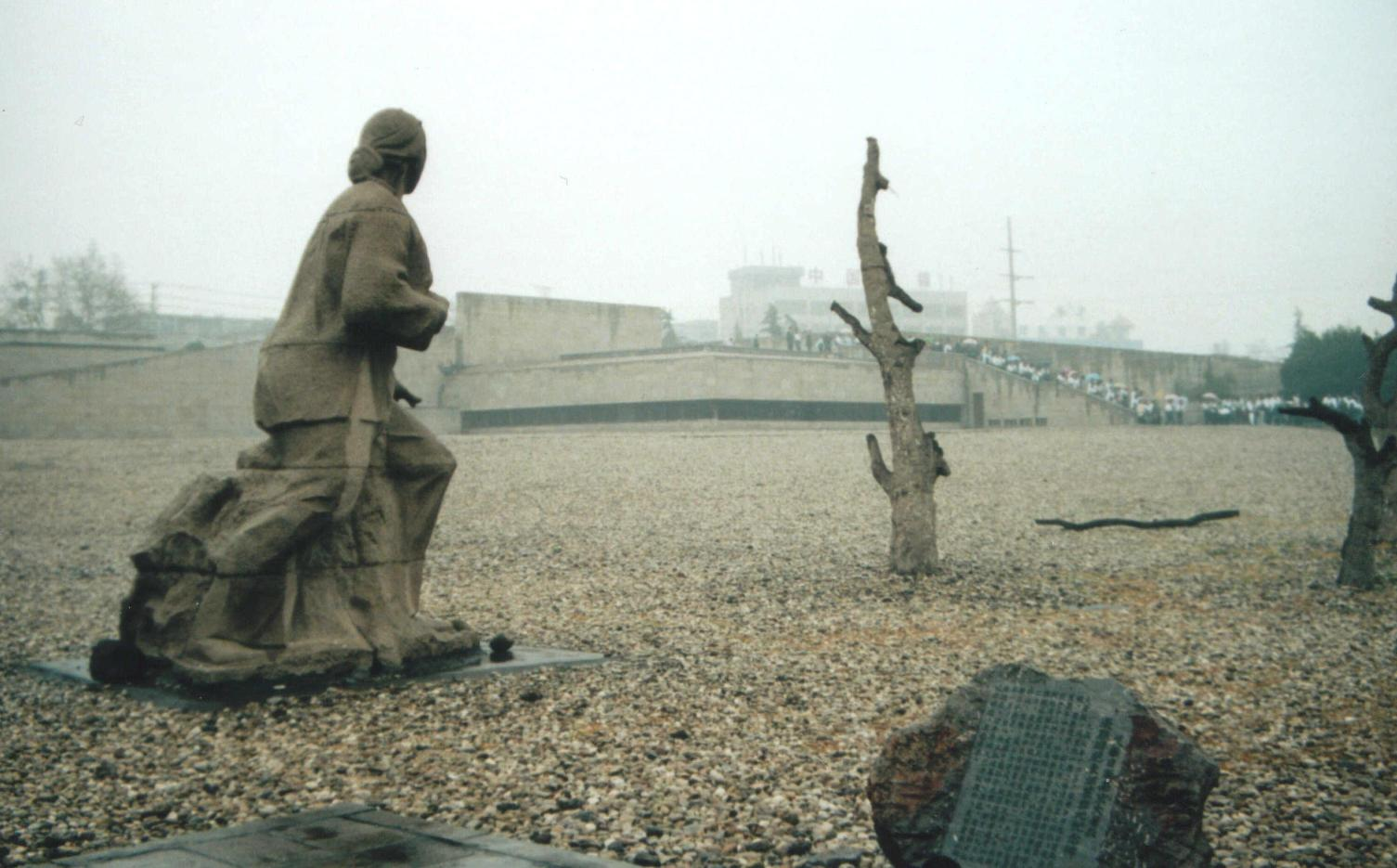
侵华日军南京大屠杀遇难同胞纪念馆，墓地广场。齐康设计。

- 福建武夷山庄
- 南京雨花台烈士陵园
- 侵华日军南京大屠杀遇难同胞纪念馆
- 南京梅园周恩来纪念馆
- 河南博物院
- 淮安周恩来纪念馆[2]